# Nils Meyer
Nils Meyer (* 14. November 1979 in Nordhorn) ist ein deutscher ehemaliger Handballspieler.

## Karriere
Meyer, der mit der Rückennummer 13 aufläuft, spielt meist auf Rückraum Mitte. In der Jugend begann er beim FC Schüttorf 09. Im Jahr 1997 wechselte der Rechtshänder zur HSG Nordhorn, für die er in zwei Bundesligaspielen sieben Treffer erzielte. Von 2002 bis 2010 spielte er bei TSV Bayer Dormagen, mit dem er 2008 in die Handball-Bundesliga aufstieg. Im Jahr 2010 kehrte er nach Nordhorn zurück. Dort beendete Meyer im Jahre 2016 seine Karriere. Neben dem Handball war der diplomierte Sportwissenschaftler auch in den Bereichen Marketing und Sponsoring für den Verein aktiv. Im Februar 2017 kehrte er jedoch wieder in den Kader der HSG Nordhorn-Lingen zurück. 2019 beendete er endgültig seine Karriere.